# 尼羅山
71°12′S 159°50′E / 71.200°S 159.833°E
尼羅山（英語：Mount Nero）是南極洲的山峰，屬於烏薩爾普山脈的一部分，處於福賽思海崖以北6公里，海拔高度2,520米，該山峰根據美國地質調查局的測量和美國海軍的空中照片被繪入地圖。